# ۸۰ (پیش از میلاد)
۸۰ (پیش از میلاد) ۸۰مین سال قبل از تقویم میلادی است.